# Hidryta simplex
Hidryta simplex är en stekelart som först beskrevs av Tschek 1871.  Hidryta simplex ingår i släktet Hidryta och familjen brokparasitsteklar. Inga underarter finns listade i Catalogue of Life.